# Pisarzowice (powiat kamiennogórski)
Pisarzowice (przed 1945 niem. Schreibendorf) – wieś w Polsce położona w województwie dolnośląskim, w powiecie kamiennogórskim, w gminie Kamienna Góra, na pograniczu Rudaw Janowickich w Sudetach Zachodnich i Kotliny Kamiennogórskiej w Sudetach Środkowych.

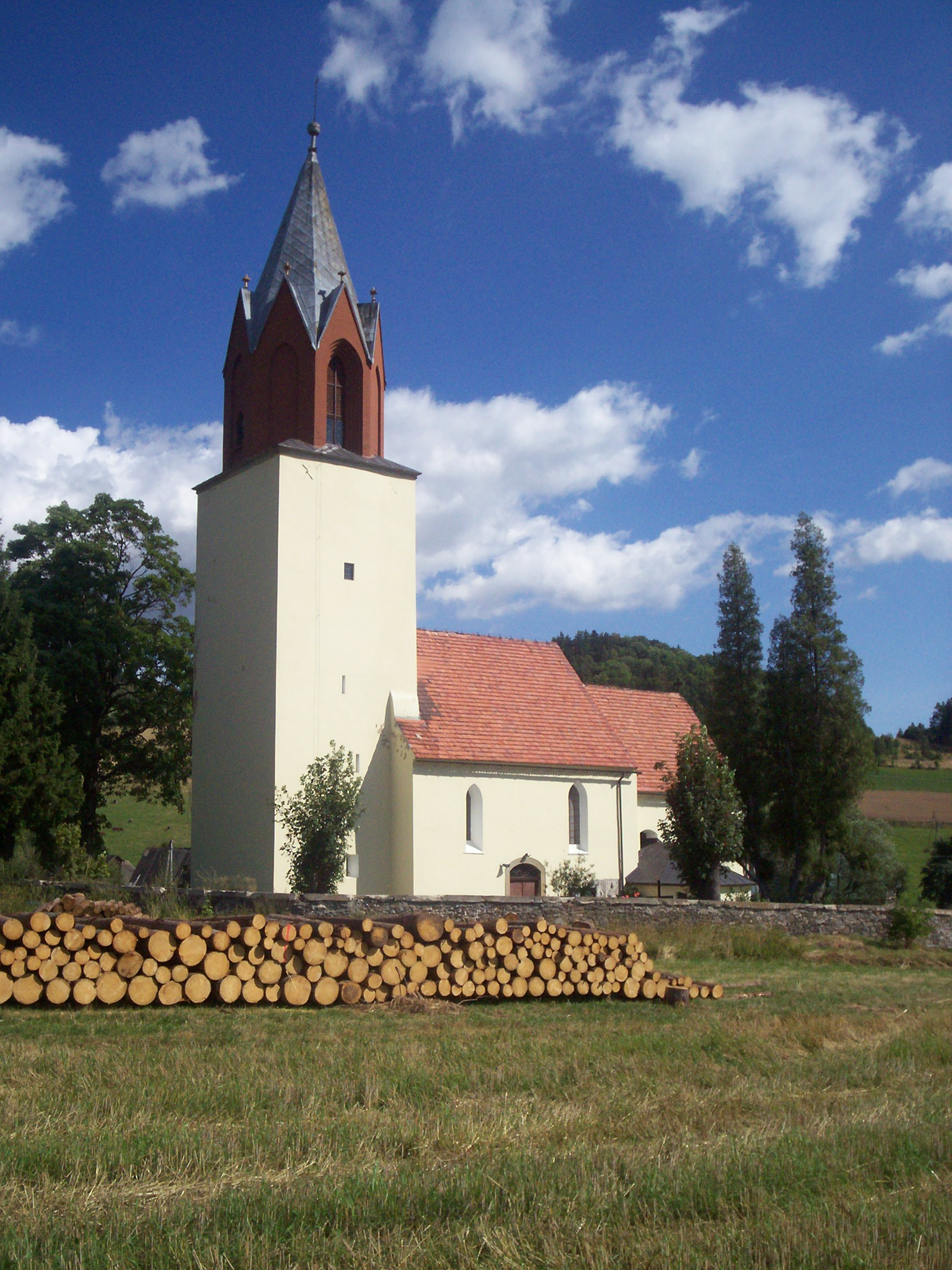
Kościół pw. Wniebowzięcia Najświętszej Maryi Panny

## Podział administracyjny
Wieś została założona w 1305 r. W latach 1945–54 była to siedziba gminy Pisarzowice. W latach 1975–1998 miejscowość należała administracyjnie do województwa jeleniogórskiego. 

## Wysokość i powierzchnia
Wysokość nad poziomem morza: około 490–550 m n.p.m. Powierzchnia wsi wynosi 1360,6185 ha.

## Historia
Jest to długa wieś łańcuchowa położona w dolinie Żywicy u podnóża Rudaw Janowickich w zachodniej części gminy, należącą do największych i najstarszych w regionie. Już około 1300 r. istniał tu kościół, w 1305 r. wymieniona jako uposażenie biskupów wrocławskich. Jej powstanie wiąże się z osobą Valentina, pisarza księcia Bolesława Rogatki, później własność prywatna. Wieś ucierpiała podczas wojen husyckich i wojny trzydziestoletniej, ale nie zahamowało to jej rozwoju. W XVII w. stała się centrum tkactwa chałupniczego. Właściciele posiadłości zmieniali się bardzo często. W latach 2013–2015 został odrestaurowany ołtarz w kościele.

## Zabytki
Do wojewódzkiego rejestru zabytków wpisane są obiekty:
- gotycki kościół parafialny pw. Wniebowzięcia Najświętszej Maryi Panny, wzmiankowany w 1305 r., obecnie późnogotycki z początku XVI w., odnowiony w 1603, restaurowany w 1879 r. Jest to późnogotycka budowla jednonawowa, z wieżą od zachodu, orientowana, z dwuprzęsłowym prezbiterium nakrytym sklepieniem krzyżowo-żebrowym. Wewnątrz zachował się niezwykle cenny późnogotycki rzeźbiony pentaptyk szafiasty z 1521 r. ze sceną Wniebowzięcia Najświętszej Maryi Panny w szafie środkowej. Najcenniejszy z kilka wartościowych obiektów zabytkowych, które zachowało się w miejscowości.
- zespół pałacowy, z XVIII-XIX w.:
  - pałac
  - park